# Römische Stadtmauer von Lugo
Die Römische Stadtmauer von Lugo ist die am vollständigsten erhaltene auf dem Gebiet des ehemaligen Weströmischen Reichs. Sie umgibt heute das historische Zentrum der Stadt Lugo in Spanien und ist als Welterbe von der UNESCO anerkannt.

## Geografische Lage
Die Mauer umschließt das historische Zentrum von Lugo in der Autonomen Gemeinschaft Galicien. Die Stadt liegt auf einem Hügel, der im Westen vom Rio Miño und im Osten von den Bächen Rato, Paraday und Chanca umflossen wird. Während die Mauer ganze Stadtviertel wie Recatelo außen vor ließ, schloss sie andererseits auch Acker- und Brachland ein. Die Gründe dafür sind ungeklärt.

## Geschichte

### Römisch
Paullus Fabius Maximus ließ im Jahr 13 v. Chr. im Namen des Kaisers Augustus die römische Stadt Lucus Augusti gründen. Damit sollte der Nordwesten der iberischen Halbinsel endgültig ins Römische Reich eingegliedert werden. Eine damals errichtete, erste Mauer wurde in der zweiten Hälfte des 3. Jahrhunderts durch die heute noch bestehende ersetzt. Da das Imperium durch Einfälle von außen stark bedroht war, ließen die strategische Lage und Bedeutung der Stadt den Neubau ratsam erscheinen. Er erfolgte ohne Unterbrechung und war gegen Ende des 3. oder kurz nach Beginn des 4. Jahrhunderts abgeschlossen. Während die Einwohnerzahl anderer Städte nach dem Bau einer Mauer in der Spätantike zurückging, wuchs die von Lugo weiter.

### Nachrömisch

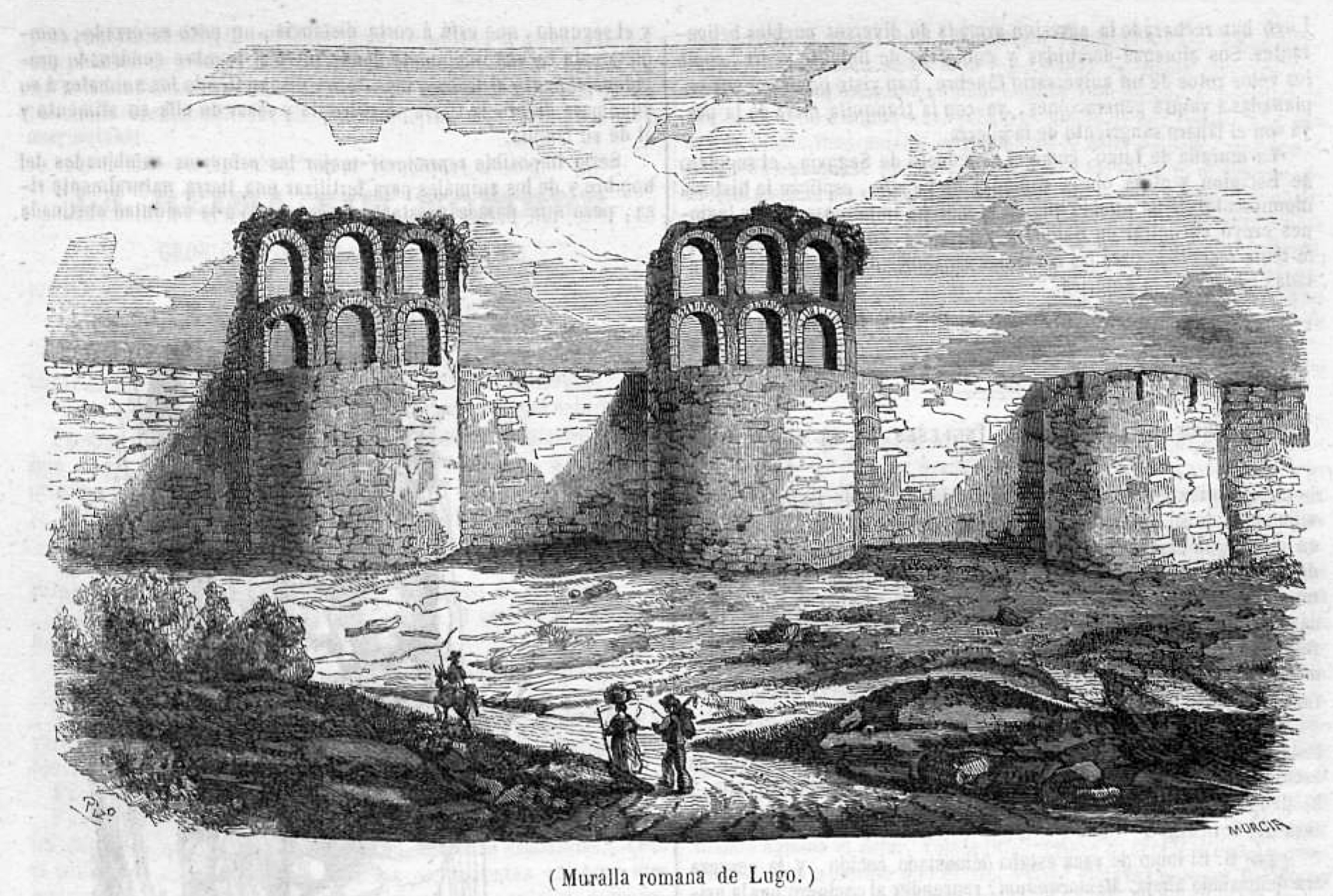
Darstellung von 1850

Erst unter der Herrschaft der Sueben und in westgotischer Zeit schrumpfte die Stadt. Nach der Eroberung des größten Teils der iberischen Halbinsel durch Muslime kehrte sich der Trend erneut um. Aber bis zum Beginn des 19. Jahrhunderts war der Mauerring noch immer zu groß für Lugo und umschloss auch unbebaute Flächen.
Im 8. Jahrhundert eroberte Mūsā ibn Nusair die Stadt. 998 wurde sie von Almansor angegriffen, der sie aber nicht erobern konnte. Die Mauer erfüllte also weiter ihre Verteidigungsfunktion und wurde – begrenzt und punktuell – neuen Militärstrategien und Verkehrsbedürfnissen angepasst. Trotz der erforderlichen Ausbesserungs- und Ergänzungsarbeiten bewahrte sie ihren ursprünglichen Charakter. Seit dem sechzehnten Jahrhundert wurden auch Häuser zwischen den Türmen auf der Außenseite der Mauer gebaut.
Die Mauer diente außer als Verteidigungsanlage auch als Steuergrenze gegenüber dem Umland. Hier wurden eine Steuer (Portazgo) erhoben und Personen kontrolliert. Die Holztüren, die es erlaubten, die Tore zu schließen, wurden bis ins 19. Jahrhundert hinein verwendet, 1877 aber endgültig entfernt.
1837 wurde der Reducto Cristina angebaut und zwischen 1853 und 1921 fünf zusätzliche Tore in die Mauer gebrochen.

### Denkmal, Welterbe und Rechtslage

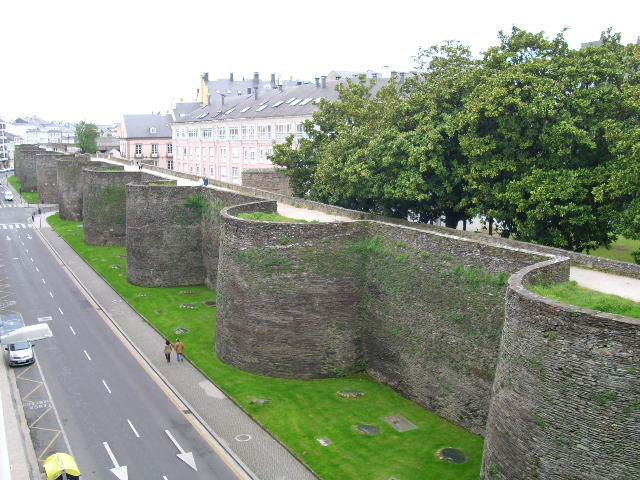
Abschnitt im Westen des Mauerrings

Am 16. April 1921 wurde die Mauer zum Kulturdenkmal erklärt. Ab 1971 ging die Verwaltung daran, alles, was an der Außenseite des Denkmals angebaut war, zu beseitigen. 1973 wurde die Altstadt von Lugo zum Flächendenkmal erklärt. Im gleichen Jahr ging das Eigentum an der Mauer auf den spanischen Staat über. Mit dem Dekret 2434/1982 vom 24. Juli (1982) wurde die denkmalrechtliche Verantwortung im Rahmen der allgemeinen Föderalisierung des spanischen Zentralstaates vom Königreich Spanien auf die Autonome Gemeinschaft Galicien übertragen, 1994 dann auch das Eigentum an der Anlage. Denkmalpflegerisch zuständig ist die Denkmalbehörde der Autonomen Gemeinschaft, die Direción General de Patrimonio Cultural. In Entscheidungsprozesse sind aber sowohl der Zentralstaat als auch die Stadt Lugo eingebunden.
Im Jahr 2000 erkannte die UNESCO die Mauer als Welterbe an. Seit der Erweiterung des Welterbes Jakobsweg im Jahr 2015 ist sie als Einzeldenkmal auch Teil des Camino Primitivo.

## Das Bauwerk

### Technische Parameter
Die Mauer hat eine Länge von etwa 2100 m und umfasst eine Fläche von 34,4 ha. Die Breite beträgt 4,20 m und erreicht in einigen Abschnitten auch 7 m. Die Mauerhöhe variiert – geländebedingt – zwischen acht und zwölf Metern. Der Verlauf der Mauer bildet grob ein unregelmäßiges Viereck, wobei die Ecken abgerundet sind. In relativ kurzen Abständen – sie betragen zwischen 6,30 m und 13,50 m – sind nach außen, meist halbkreisförmig, Türme vorgebaut.

### Mauer
Zum Bau der äußeren Mauerschalen wurden hauptsächlich Granit und Schieferplatten verwendet. Der Zwischenraum ist mit Steinen – auch Spolien älterer Bauten – und Opus caementicium gefüllt.
Der Mauer vorgelagert war ein Graben. Er lag etwa 5 m vor den Türmen, war 20 m breit und 4 m tief. Davon sind nur wenige Spuren sichtbar. 1987 wurde der Graben durch archäologische Untersuchungen dokumentiert. Es wurde nachgewiesen, dass es sich nicht um einen durchgehenden Graben handelt, sondern dass er aus verschiedenen, voneinander unabhängigen Abschnitten bestand.
Zwischen der Rückseite der Mauer und den angrenzenden Gebäuden der Stadt bestand auf der gesamten Länge ein Intervallum, ein bebauungsfreier Zwischenraum. Im Laufe der Zeit wurde dieser Raum von Gebäuden eingenommen. Noch in der Mitte des 20. Jahrhunderts wurden mehr als 30 Gebäude in diesem Bereich an die Mauer angebaut.

### Türme

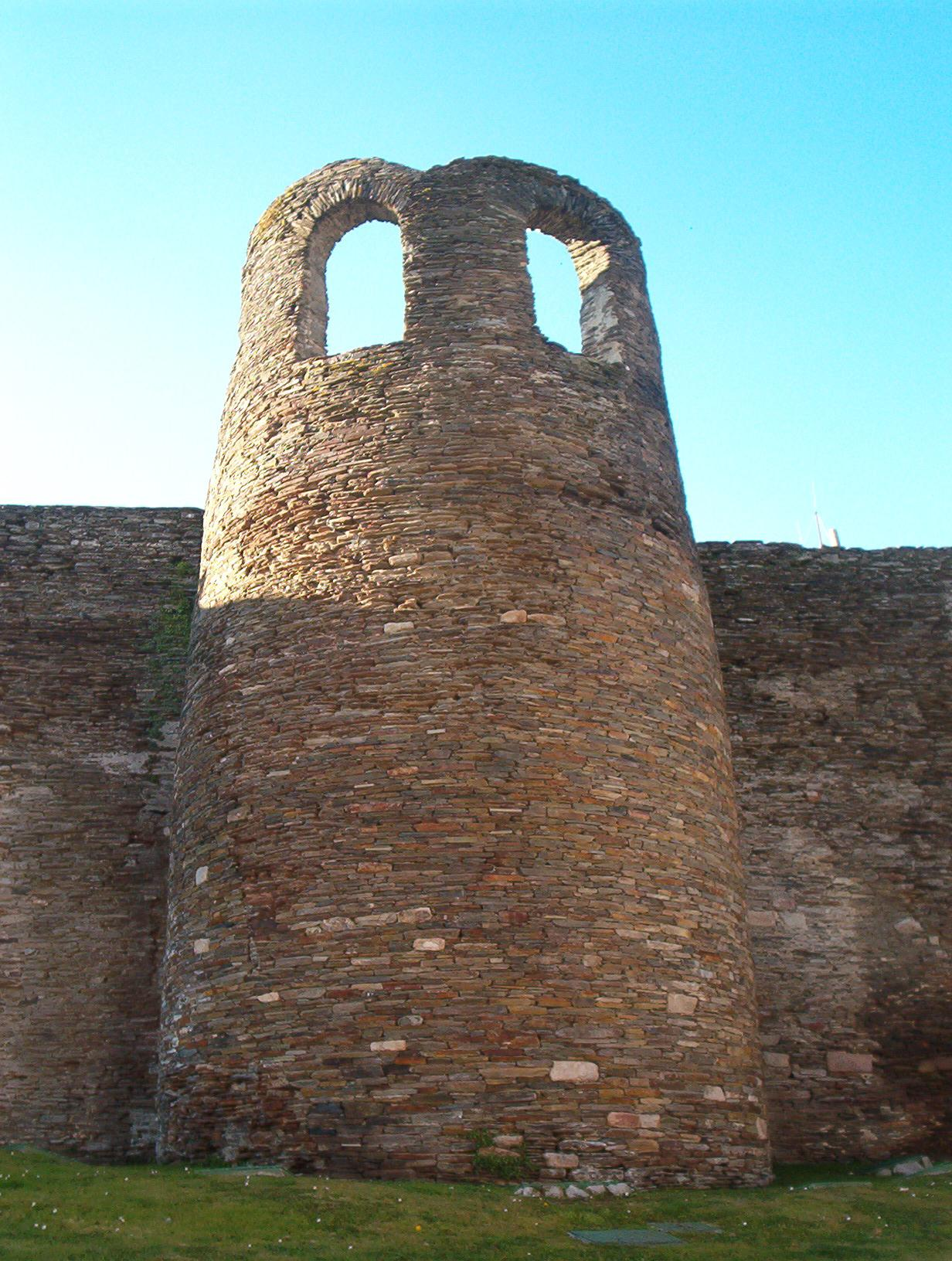
A-Mosqueira-Turm, der noch einen Rest des Aufbaus trägt.

Die Mauer hatte ursprünglich 85 Türme. Davon sind 46 noch erhalten, 39 wurden im Laufe der Zeit abgerissen oder zurückgebaut. Die meisten sind halbkreisförmig, einige rechteckig. Ihre ursprüngliche Anordnung vermied tote Winkel. Der Durchmesser der Türme variiert zwischen 9,80 m und 16,40 m. Ursprünglich müssen sie mit mindestens zwei Geschossen die Mauerkrone überragt haben, wie Darstellungen aus dem 19. Jahrhundert noch zeigen. Dieser Aufbau ist aber nur – und das nicht vollständig und nur noch in der Höhe eines Stockwerks – bei einem Turm, A Mosqueira, erhalten. Diese Geschosse hatten große Öffnungen, durch die auch größere Geschütze abgeschossen werden konnten.

### Tore

1 San-Fernando-Tor
2 Porta Falsa
3 Bahnhofstor (Porta de Estación)
4 San-Pedro-Tor
5 Puerta del Obispo Izquierdo (Bischof-Izquierdo-Tor)
6 Puerta del Obispo Aguirre
7 Porta de Santiago
8 Porta Miñá
9 Puerta del Obispo Odoario
10 Porta Nova

In römischer Zeit gab es fünf Tore, an denen die Hauptstraßen ins Umland die Stadt verließen: Die Straßen nach Asturica Augusta, dem heutigen Astorga, und nach Braccara Augusta, dem heutigen Braga in Portugal, nutzten das Tor von San Pedro. Durch die Porta Nova war Brigantium (Betanzos) zu erreichen und die Straße durch die Porta Miñá verband mit Iria Flavia (Padrón), die Straße durch die Porta Falsa führte zur Küste und dem Hafen Lucus Asturum (Lugo de Llanera).
Die Porta Miñá und möglicherweise die Porta Falsa entsprechen baulich noch weitgehend dem römischen Original, die anderen drei römischen Stadttore wurden später stark umgebaut. Das Haupttor, die Porta Castelli, befand sich am Reducto de María Cristina.
Zwischen 1853 und 1921 wurden fünf weitere Tore durch die Mauer gebrochen, um den Anforderungen des wachsenden Verkehrs gerecht zu werden. Von den nun zehn bestehenden Toren dienen heute sechs ausschließlich dem Fußgängerverkehr. Nur vier Tore werden von Straßen genutzt, die mit Kraftfahrzeugen befahren werden dürfen.

#### San-Fernando-Tor
Die Tore sind hier – im Norden beginnend – im Uhrzeigersinn aufgezählt.

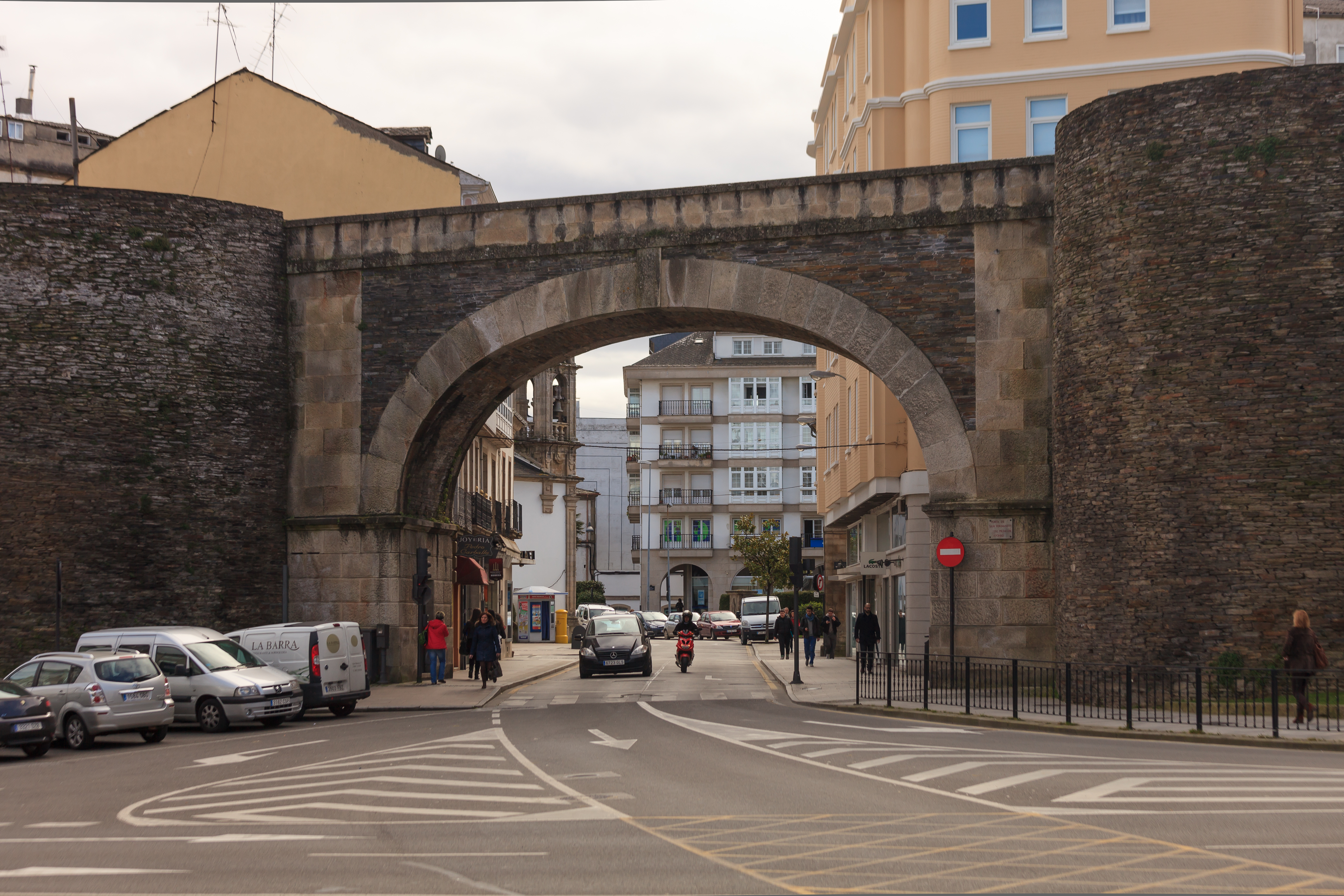
San-Fernando-Tor

Das Tor wurde 1853/54 eingebaut. 1962 wurde es verbreitert und erhielt sein heutiges Aussehen. Es ist 12,5 m breit und 7,50 m hoch. Es verläuft in schrägem Winkel durch die Mauer. Die durchführende Straße ist einer der Hauptzugänge zur Altstadt und verbindet die am dichtesten besiedelten Gebiete der Stadt. Es wird sowohl für den Kraftfahrzeugverkehr als auch von Fußgängern genutzt.

#### Porta Falsa
Das Tor ist eines der aus römischer Zeit stammenden. Es wurde im Mittelalter zugemauert, aber 1602 wieder geöffnet. Im 17. und 18. Jahrhundert war es unter der Bezeichnung Puerta del Boquete bekannt. Das Tor wurde 1798 umgebaut. Es ist 3,45 m breit und 5,65 m hoch.

#### Bahnhofstor(Porta de Estación)
Die Eröffnung der Eisenbahn und die Lage des Bahnhofs erforderten ein weiteres Tor. Der Entwurf stammt von Nemesio Cobreros Cuevillas und wurde 1875 fertig gestellt, erwies sich aber als zu schmal. Schon ein Jahr später wurden die beiden flankierenden Türme abgerissen und die Durchfahrt erweitert. 1921 wurde diese Anlage abgerissen und eine neue gebaut. Sie ist 10 m breit und 8 m hoch.

#### San-Pedro-Tor

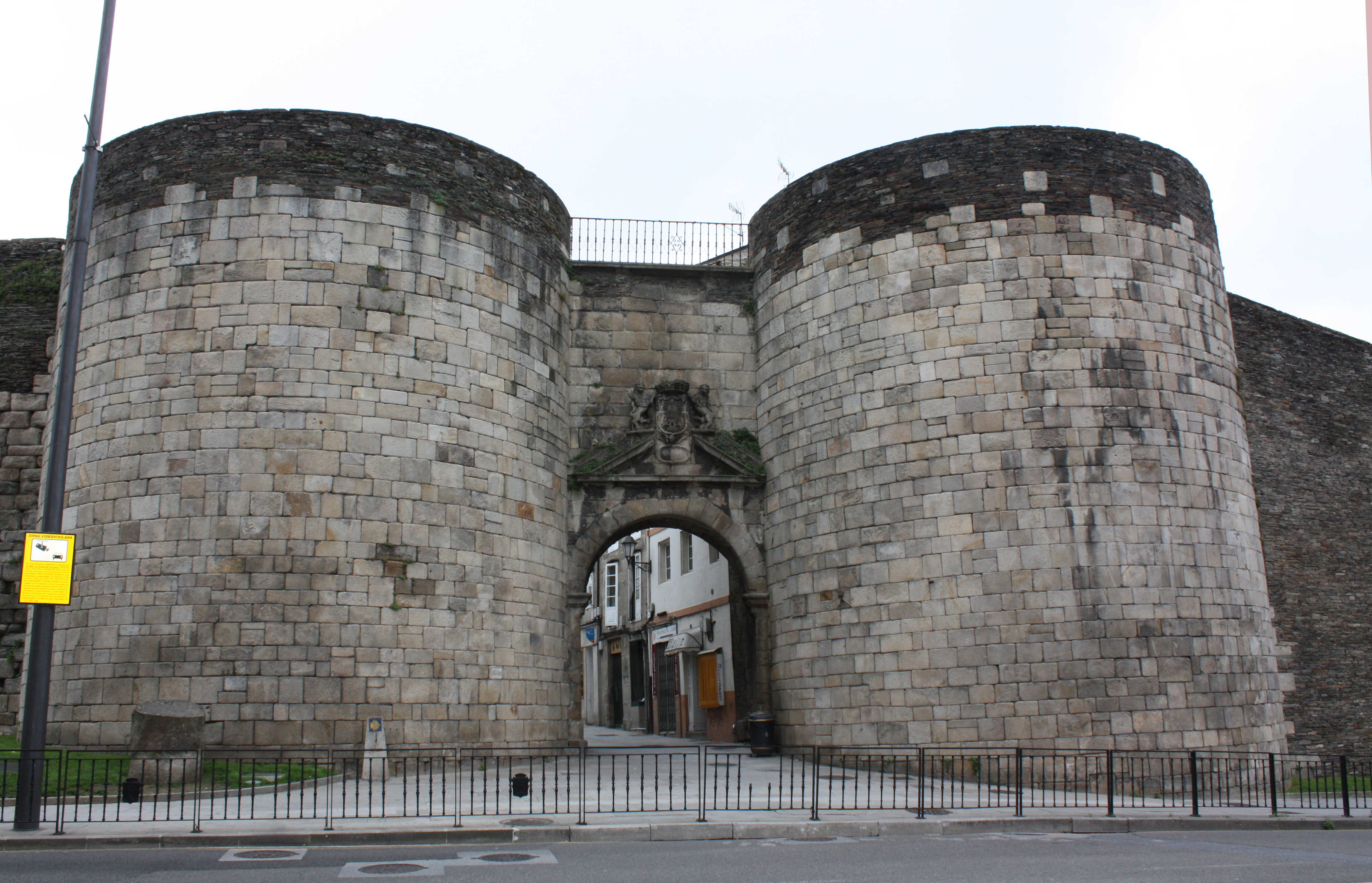
San-Pedro-Tor

An der Stelle eines römischen Tores gelegen, wurde es im Mittelalter als Puerta de Sancti Petri und auch als Porta Toletana oder Puerta Toledana bezeichnet. Die hier herausführende Straße führte nach Toledo, also nach Kastilien. Für Pilger auf dem Jakobsweg, hier der Camino Primitivo, war dies das Tor, durch das sie die Stadt betraten. In unmittelbarer Nähe befindet sich auch heute noch die Pilgerherberge. Das Tor ist 3,70 m breit und 4,85 m hoch und hat ein Tonnengewölbe. Es wird von zwei Türmen flankiert und hat ein Wachhaus. Eine 1865 geplante Verbreiterung der Durchfahrt scheiterte an fehlenden finanziellen Mitteln. Auf der Außenseite trägt das Tor das Wappen der Stadt und das Datum einer Umgestaltung von 1781.

#### Puerta del Obispo Izquierdo (Bischof-Izquierdo-Tor)
Das Tor ist auch unter der Bezeichnung Gefängnistor bekannt, da es 1888 als direkter Zugang zu dem damals neuen Gefängnis angelegt wurde. Es liegt unmittelbar westlich der Schanze María Cristina. Benannt wurde es nach Bischof Francisco Izquierdo y Tavira, O.P. (1748–1762). Das Tor ist 4,32 m breit und 7,15 m hoch. Es ist mit einem Rundbogen und einem Tonnengewölbe ausgestattet. Architekt war auch hier Nemesio Cobreros Cuevillas.

#### Puerta del Obispo Aguirre

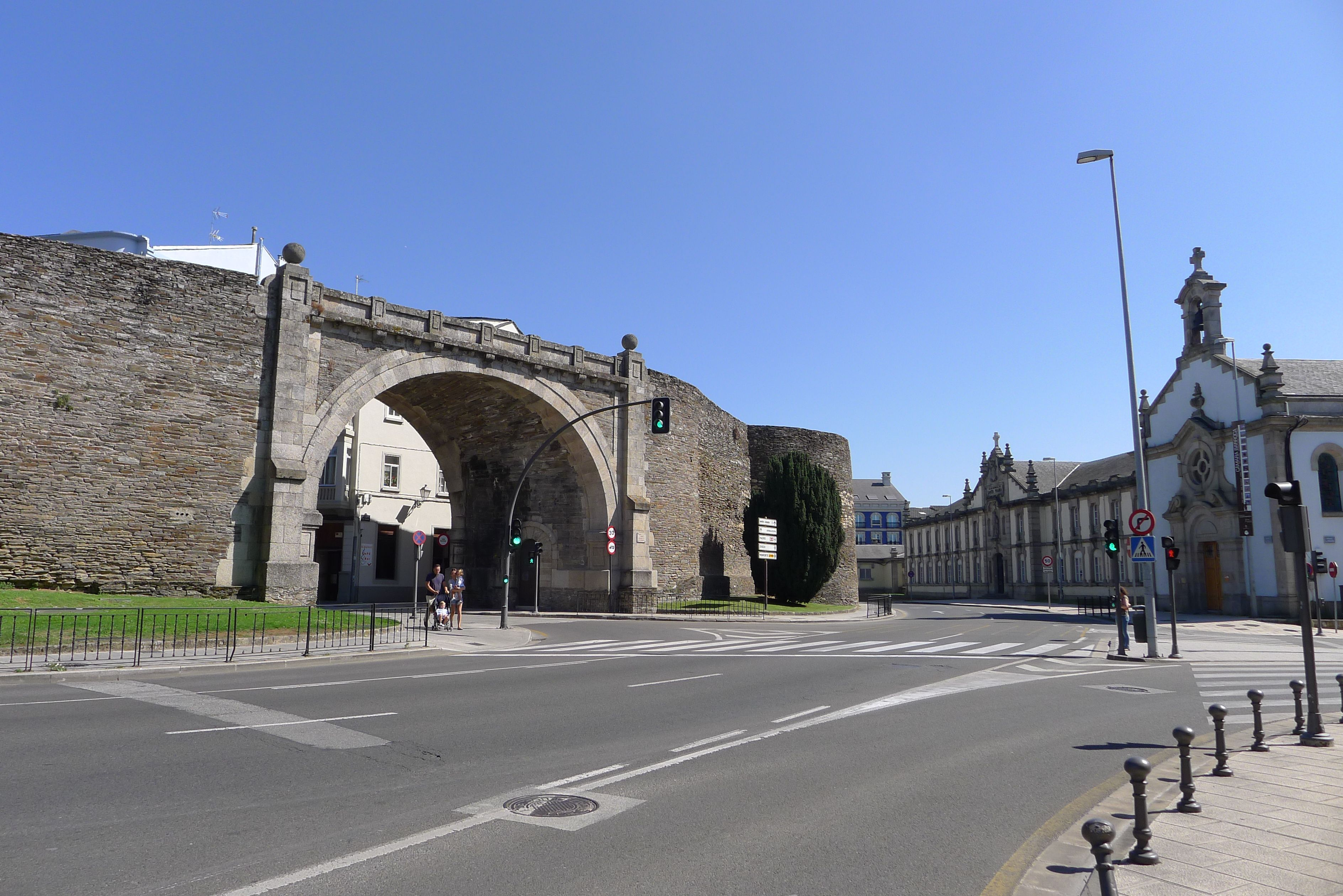
Puerta del Obispo Aguirre

Die Puerta del Obispo Aguirre (Bischof-Aguirre-Tor) wurde 1894 geschaffen, um einen direkten Zugang zum Priesterseminar, das 1885 von Bischof Gregorio María Aguirre y García (1835–1913) in der Nähe gebaut worden war, und zu dem 1858 geweihten Friedhof zu schaffen. Das Tor ist 10 m breit und 8,15 m hoch. Wie das Seminar wurde es vom Architekten Nemesio Cobreros Cuevillas entworfen. Zwei römische Türme an der Mauer mit antiken Grabsteinen wurden für seinen Bau abgerissen.

#### Porta de Santiago

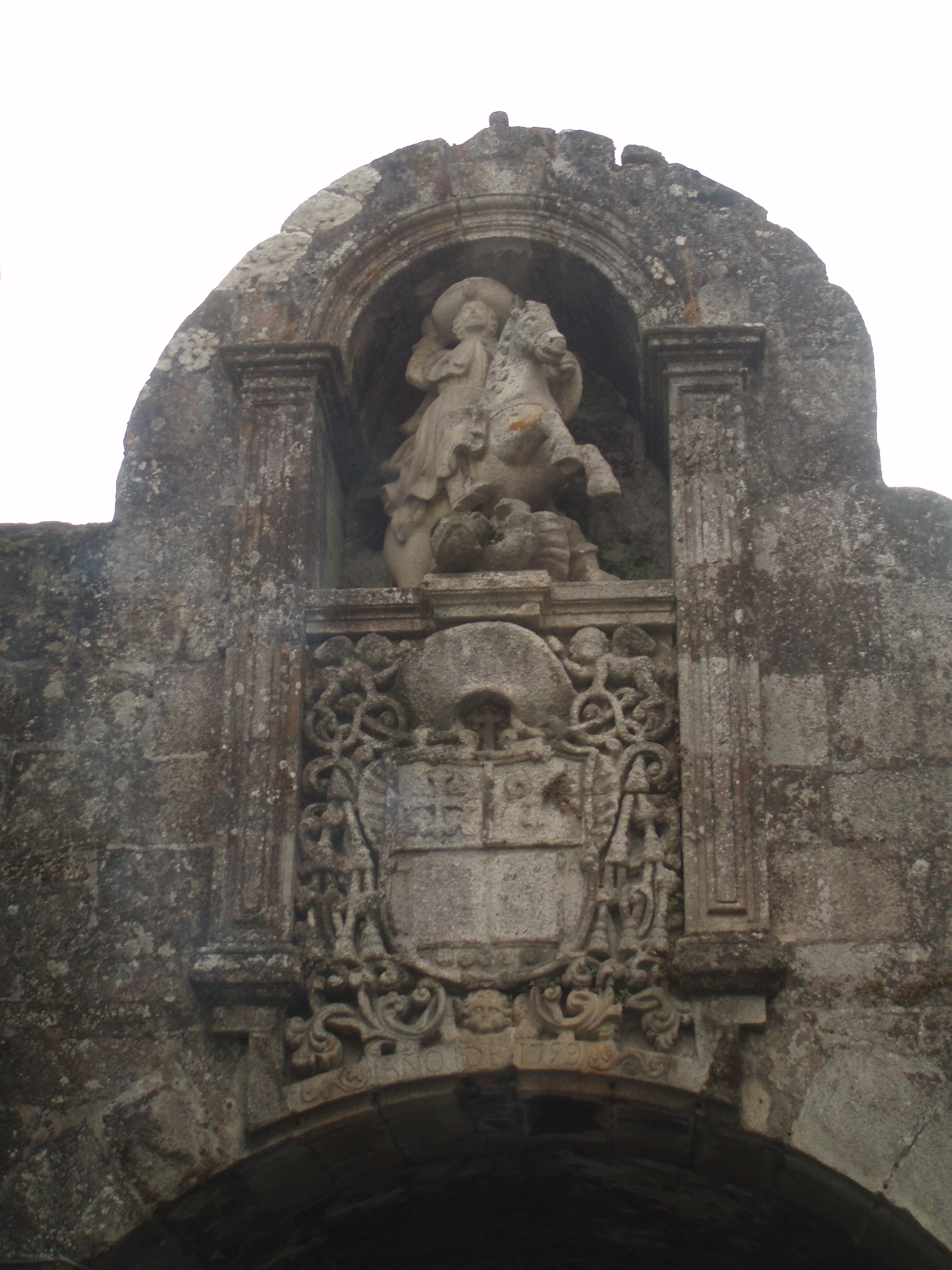
Santiago Matamoros und Wappen des Bischofs Francisco Izquierdo y Tavira an der Porta de Santiago

Die Porta de Santiago ist das Tor, das sich für die Straße nach Santiago de Compostela öffnete. Es war damit traditionell und ist auch heute noch der Ausgang, den die Jakobspilger aus der Stadt nehmen. Es liegt unmittelbar gegenüber der Westfassade der Kathedrale von Lugo. Das Tor existierte bereits in römischer Zeit. In der frühen Neuzeit, bis 1589, diente es ausschließlich den Domherren, um in ihre Obstgärten zu gelangen. Auch war es in Zeiten von Seuchen das einzige Tor, das offen blieb. Vorgelagert war eine Zugbrücke. 1759 wurde es umgebaut, um Kutschen die Durchfahrt zu ermöglichen. Dabei wurden auf der Innenseite in einer Nische das Bild von Santiago Matamoros und das Wappen des Bischofs Francisco Izquierdo y Tavira angebracht. Die Abmessungen des Tores sind 4,15 m Breite bei 5,50 m bis 6,90 m Höhe.

#### Porta Miñá
Die Porta Miñá (auch: Puerta del Carmen) ist römischen Ursprungs und hat von allen Toren in der Mauer die geringsten baulichen Veränderungen erfahren. Sie liegt in einem Tal und ihr Name (auch Porta Minei oder Porta Mineana) ist darauf zurückzuführen, dass von hier der Fluss Miño erreicht wird. Sie ist 3,65 m breit, hat ein Tonnengewölbe und ein entsprechendes Portal mit Bogen. Sie wird von zwei Türmen flankiert. Der zugehörige Raum für die Wache diente später einige Zeit als Kapelle. Der 1870 geplante Abriss scheiterte daran, dass dafür kein Geld vorhanden war.

#### Puerta del Obispo Odoario
Die Puerta del Obispo Odoario (Bischof-Odoario-Tor) wurde 1921 im Rahmen des Baus des neuen Krankenhauses Santa María ohne Genehmigung durch die Mauer gebrochen. Das führte dazu, dass die Mauer noch im gleichen Jahr zum Nationaldenkmal erklärt wurde. Der Durchbruch wurde 1928 vom Architekten Ramiro Sainz Martínez mit einem Tor geschlossen. Es ist 12 m breit und 9,10 m hoch. Benannt ist das Tor nach Bischof Odoario (ca. 750 bis 780).

#### Porta Nova
Das römische Tor an dieser Stelle hatte ein Gebäude für die Torwache, das später als Kapelle genutzt wurde. Das mittelalterliche Tor wurde 1899 abgerissen und an seiner Stelle ein größeres, moderneres Tor gebaut. Es ist 4,60 m breit und 8 m hoch. Architekt war Juan Alvarez de Mendoza. Das Tor wurde im April 1900 eingeweiht.

### Zugänge

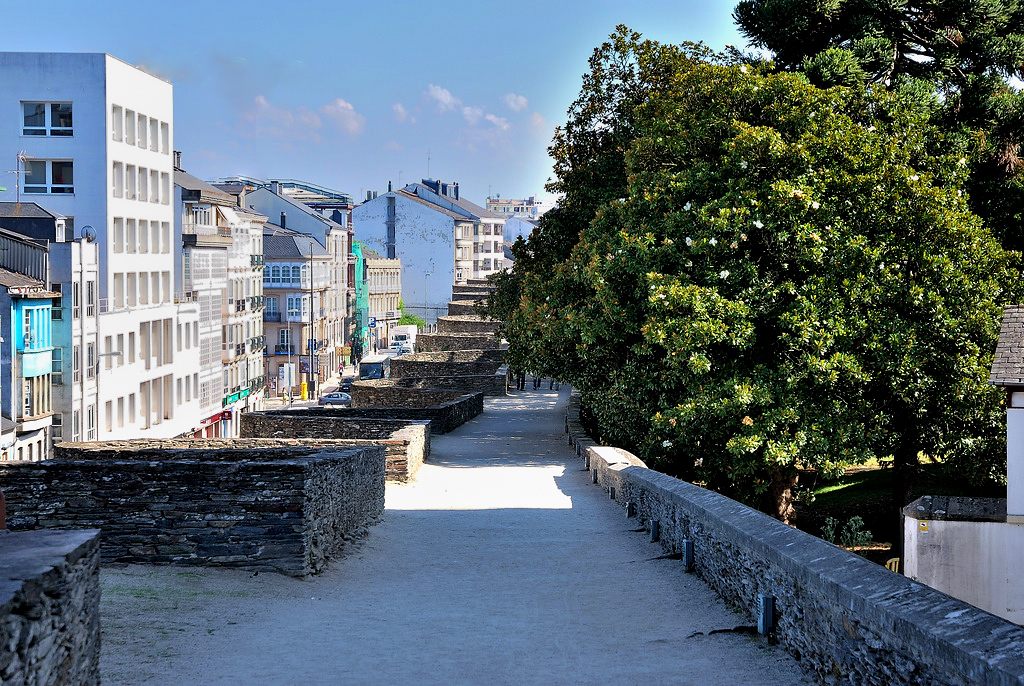
Weg auf der Mauerkrone

Der Zugang zur Mauer erfolgte historisch über Treppen, die in die Wände der Türme eingebaut waren. Die Zugänge zu den Treppen befanden sich so hoch in der Wand des Turmes, dass sie nur mit einer Leiter zugänglich waren. Alle historischen Treppen sind verschüttet. Der erste derartige Befund wurde 1962 entdeckt. Inzwischen gibt es 21. Es wird deshalb vermutet, dass jeder Turm eine solche Treppe besaß.
Die Mauerkrone kann komplett begangen werden. Heute sind die Mauern über sechs äußere Zugänge, vier Treppen und zwei Rampen zu besteigen.

### Reducto de María Cristina
Das Reducto de María Cristina (Schanze María Cristina) wurde 1837 im Ersten Karlistenkrieg als Verteidigungsbastion für die Artillerie in die Mauer zwischen der Puerta del Obispo Aguirre und dem Turm A Mosqueira eingefügt. Die Schanze ist dreieckig und die Brüstung hat Schießscharten für die Artillerie. Sie ersetzte einen mittelalterlichen Gebäudekomplex, der in diesem Abschnitt an der Stelle der römischen Mauer errichtet worden war und als Festung diente.